# Gamelión
Gamelión (en griego antiguo, Γαμηλιών) era el séptimo mes del calendario ático en la Antigua Grecia, que se correspondía aproximadamente con parte de los meses de enero y febrero. Duraba 30 días. 
Este mes también se conocía por el nombre de leneón dado que en él tenían lugar las fiestas Leneas, una celebración en honor de Dioniso que tenía carácter orgiástico y donde además se hacían representaciones teatrales y cantos líricos. Otras festividades de este mes eran las Erquias —en honor de Apolo y las musas— y las Teogamias —en honor de Hera como protectora del matrimonio.